# Paranychia taurica
Paranychia taurica är en ringmaskart som beskrevs av Voldemar Czerniavsky 1882. Paranychia taurica ingår i släktet Paranychia och familjen Polynoidae. Inga underarter finns listade i Catalogue of Life.